# Misumenoides magnus
Misumenoides magnus är en spindelart som först beskrevs av Eugen von Keyserling 1880.  Misumenoides magnus ingår i släktet Misumenoides och familjen krabbspindlar. Inga underarter finns listade i Catalogue of Life.